# Robert Jacobsen
Robert Julius Tommy Jacobsen, född 4 juni 1912 i Köpenhamn, död 26 januari 1993 i Taagelund, var en dansk konstnär, självlärd som skulptör och grafiker.

## Biografi
Robert Jacobsen var verksam i Paris från år 1947 och tillhörde där gruppen av abstrakta konstnärer kring galleristen Denise René. År 1962 flyttade han till München och var där professor vid Akademie der bildenden Künste fram till 1982. Han var samtidigt professor vid Det Kongelige Danske Kunstakademi i Köpenhamn åren 1976–83.
Robert Jacobsens första abstrakta skulpturer var i trä och sten, men från 1949 övergick han till stålskulptur och har senare blivit internationellt berömd för sina svetsade stålskulpturer.
Tillsammans med sin elev, fransmannen Jean Clareboudt (1944-97), konverterade han Tørskind grusgrav vid Vejle Ådal, nära Egtved från ett grustag till en skulpturpark med verk i stål, granit och timmer under loppet av femårsperioden 1986-91. Skulpturparkens tema är solens gång över himlen under en dag.
Robert Jacobsen fick Thorvaldsenmedaljen 1967.

## Offentliga verk i urval
- Rymden, (Gävle kommun, Sverige)
- Landskabsskulptur, Egtveds kommun
- Flera verk i Tørskind grusgrav
- De syv aksler, på Axeltorv i Köpenhamn

Internationellt finns Jacobsen representerad på museer som:
- Musee d'Art Wallon (Liège, Belgien)
- Museo de Arte Moderna (São Paulo, Brasilien)
- Von der Heydt Museum (Wuppertal, Tyskland)
- Didrichsens museum (Helsingfors, Finland)
- Musee National d'Art Moderne (Paris, Frankrike)
- Musee des Beaux-Art (Rennes, Frankrike)
- Fonds National d'Art Contemporain (Frankrike)
- Musée Rodin Paris (Frankrike)
- Stedelijk Museum (Amsterdam, Nederländerna)
- Kröller-Müller Museum (Otterlo, Nederländerna)
- Nasjonalgalleriet (Oslo, Norge)
- Moderna museet[13]  (Stockholm, Sverige)
- Musee des Beaux-Art (La Chaux-de-Fonds, Schweiz)
- Magyar Nemzeti Muzeum (Budapest, Ungern)
- Museum of Art, Carnegie Institute (Pittsburgh, USA)
- Hirschhorn Museum and Sculpture Garden (Washington DC, USA)

## Utmärkelser
- Thorvaldsenmedaljen,  1967[6]
- Årets hedershantverkare,  1973[10]
- Prins Eugen-medaljen,  1974[6]
- Kommendör av Dannebrogorden,  1983[11]
- LO:s kulturpris,  1983[12]
- Kommendör av Arts et Lettres-orden
- Officer av Hederslegionen

[Redigera Wikidata]